# 韦内让
韦内让（法語：Vénéjan，法語發音：[veneʒɑ̃]）是法国加尔省的一个市镇，属于尼姆区。

## 地理
韦内让（44°11'49"N, 4°39'27"E）面积18.55 平方千米，位于法国奧克西塔尼大區加尔省，该省份为法国南部沿海省份，南端濒地中海，北起顺时针与阿尔代什省、沃克吕兹省、罗讷河口省、埃罗省、阿韦龙省和洛泽尔省接壤。
与韦内让接壤的市镇（或旧市镇、城区）包括：塞茲河畔巴尼奧勒、许斯克朗、圣亚历山大、圣艾蒂安德索尔、圣纳泽尔、蒙德拉贡、莫尔纳斯。

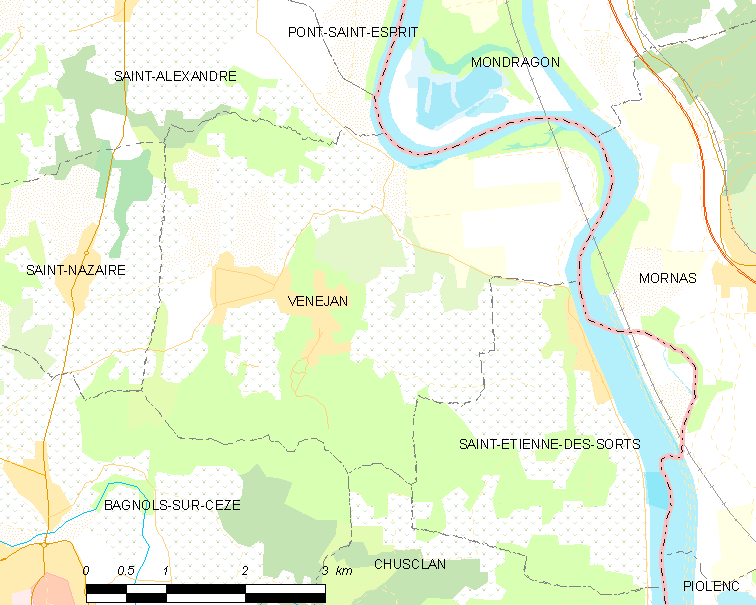
韦内让的OSM定位图

韦内让的时区为UTC+01:00、UTC+02:00（夏令时）。

## 行政
韦内让的邮政编码为30200，INSEE市镇编码为30342。

## 政治
韦内让所属的省级选区为蓬圣埃斯普里县。

## 人口

1962-2008年间韦内让人口变化图示

韦内让于2022年1月1日时的人口数量为1262人。